# 新西爾卡 (扎利希基市鎮)
48°42′45″N 25°55′13″E / 48.71250°N 25.92028°E
新西爾卡（烏克蘭語：Новосілка）是位於烏克蘭西部的村莊，由捷爾諾波爾州喬爾特基夫區的扎利希基市鎮負責管轄。該村始建於1530年，面積23.3平方公里，2001年人口1,691，人口密度每平方公里72.7人。